# Nintendo Integrated Research & Development
Nintendo Headquarters

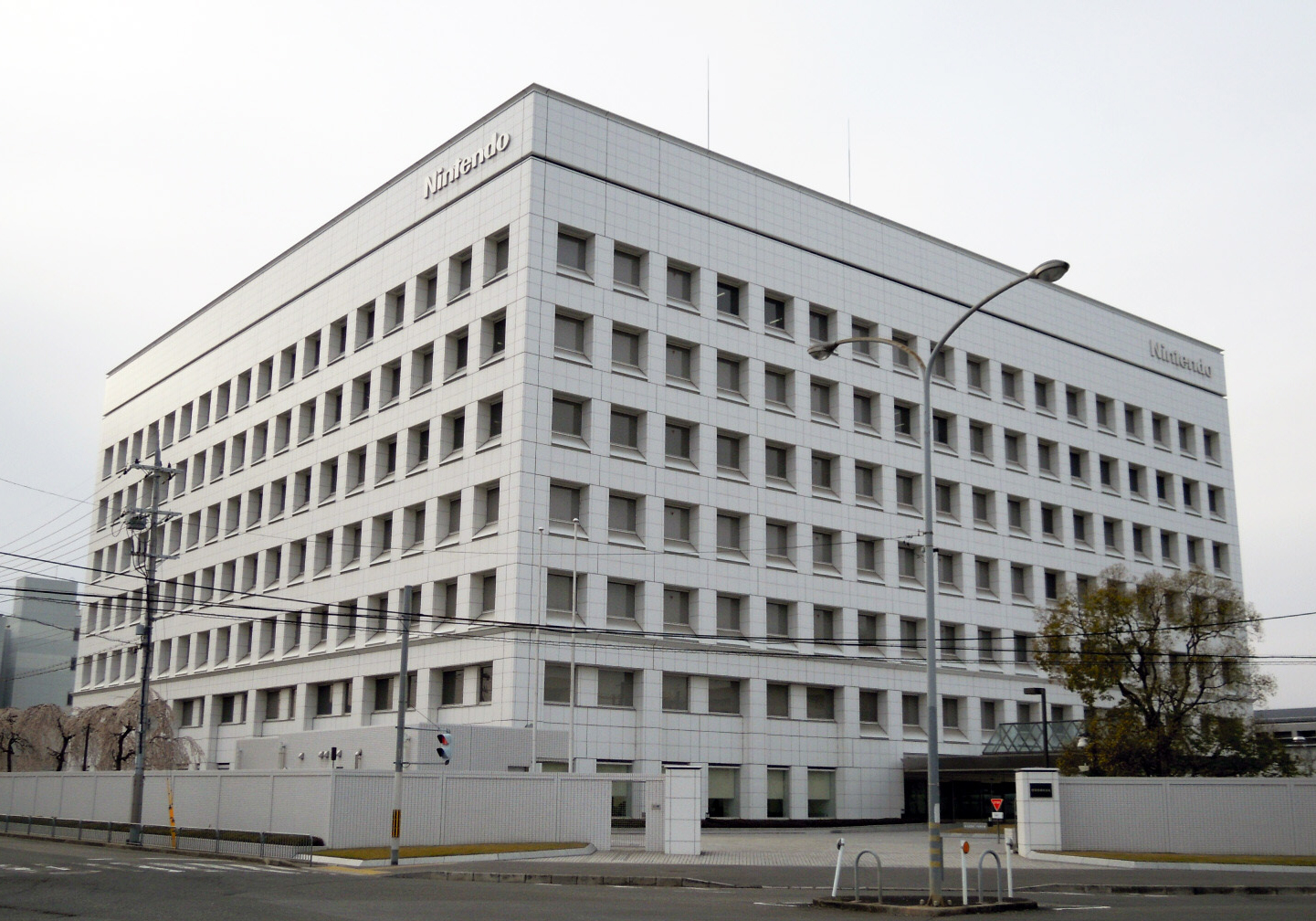
Edifício da Nintendo Integrated Research & Development Division

A Nintendo Integrated Research & Development Division (任天堂総合開発本部, Nintendō Sōgō Kaihatsu Honbu), comumente abreviada como Nintendo IRD e anteriormente chamada Nintendo Research & Development 3, foi uma divisão dentro da desenvolvedora japonesa de jogos eletrônicos Nintendo, que era responsável pelo desenvolvimento dos vários consoles da empresa e também periféricos para essas mesmas plataformas. Ela foi criada em 1982 e manteve-se ativa até setembro de 2015, quando foi fundida com a Nintendo System Development para formar a Nintendo Platform Technology Development.

## Produtos

### Jogos
| Ano  | Título                         | Plataforma                          |
| ---- | ------------------------------ | ----------------------------------- |
| 1983 | Punch-Out!!                    | Arcade                              |
| 1984 | Super Punch-Out!!              | Arcade                              |
| 1985 | Arm Wrestling                  | Arcade                              |
| 1987 | Punch-Out!!                    | Nintendo Entertainment System       |
| 1990 | StarTropics                    | Nintendo Entertainment System       |
| 1994 | Zoda's Revenge: StarTropics II | Nintendo Entertainment System       |
| 1994 | Super Punch-Out!!              | Super Nintendo Entertainment System |
| 1996 | Pilotwings 64                  | Nintendo 64                         |

### Hardwares/Consoles
| Ano  | Nome                   | Tipo             |
| ---- | ---------------------- | ---------------- |
| 1996 | Nintendo 64            | Console de mesa  |
| 1997 | Transfer Pak           | Periférico       |
| 1997 | Rumble Pak             | Periférico       |
| 1998 | Expansion Pak          | Periférico       |
| 1999 | 64DD                   | Periférico       |
| 2001 | Game Boy Advance       | Console portátil |
| 2001 | Nintendo GameCube      | Console de mesa  |
| 2002 | WaveBird               | Periférico       |
| 2003 | Game Boy Advance SP    | Console portátil |
| 2003 | Game Boy Player        | Periférico       |
| 2004 | Nintendo DS            | Console portátil |
| 2005 | Game Boy Micro         | Console portátil |
| 2006 | Nintendo DS Lite       | Console portátil |
| 2006 | Wii                    | Console de mesa  |
| 2006 | Classic Controller     | Controle         |
| 2007 | Wii Zapper             | Periférico       |
| 2008 | Wii Wheel              | Periférico       |
| 2008 | Wii Balance Board      | Periférico       |
| 2008 | Wii Speak              | Periférico       |
| 2008 | Nintendo DSi           | Console portátil |
| 2009 | Wii MotionPlus         | Periférico       |
| 2009 | Classic Controller Pro | Controle         |
| 2010 | Wii Remote Plus        | Periférico       |
| 2012 | Nintendo 3DS XL        | Console portátil |
| 2012 | Wii U                  | Console de mesa  |
| 2012 | Wii U Pro Controller   | Controle         |
| 2013 | Nintendo 2DS           | Console portátil |
| 2014 | New Nintendo 3DS       | Console portátil |
| 2014 | New Nintendo 3DS XL    | Console portátil |